# (379) Huenna
(379) Huenna ist ein Asteroid des äußeren Hauptgürtels. Sie hat einen Mond mit der Bezeichnung S/2003 (379) 1.

## Entdeckung und Benennung
Huenna wurde am 8. Januar 1894 vom französischen Astronomen Auguste Honoré Pierre Charlois am Observatoire de Nice in Nizza (Frankreich) entdeckt.
Benannt wurde der Himmelskörper nach der schwedischen Insel Ven (dänisch Hven) im Öresund, auf der der dänische Astronom Tycho Brahe seine Burg und sein Observatorium Uranienburg unterhielt.
Insgesamt wurde der Asteroid durch mehrere erdbasierte Teleskope beobachtet, insgesamt bisher 3084 Mal innerhalb von 123 Jahren. (Stand Sept. 2017)

## Bahneigenschaften

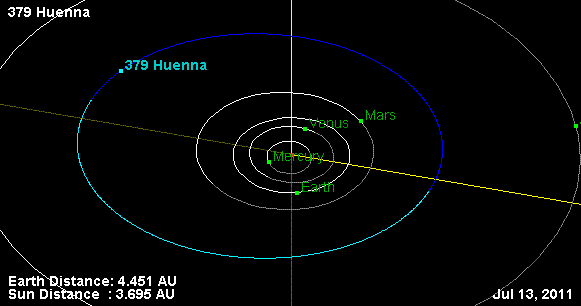
Die Bahn von Huenna (blau) zwischen den Bahnen von Mars und Jupiter.

### Umlaufbahn
Huenna umkreist die Sonne auf einer prograden, elliptischen Umlaufbahn zwischen 383.380.000 km (2,56 AE) und 556.310.000 km (3,72 AE) Abstand zu deren Zentrum. Die Bahnexzentrizität beträgt 0,184, die Bahn ist um 1,67° gegenüber der Ekliptik geneigt. Ihre Bahn liegt demnach im äußeren Asteroidengürtel.
Die Umlaufzeit von Huenna beträgt 5,57 Jahre.

### Rotation
Huenna rotiert in 7 Stunden, 1 Minuten einmal um ihre Achse. Daraus ergibt sich, dass der Asteroid in einem Huenna-Jahr 6.948,6 Eigendrehungen („Tage“) vollführt.

## Physikalische Eigenschaften

### Größe
Die bisherigen Beobachtungen weisen auf einen unregelmäßig geformten Körper hin; die genaueste Durchmesserbestimmung (Geometrisches Mittel) liegt bei 84,787 km. Die genauen Dimensionen sind gegenwärtig noch unklar.
Ausgehend von einem mittleren Durchmesser von 84,8 km ergibt sich eine Oberfläche von etwa 22.600 km2, was knapp über der Fläche Israels liegt.
Bestimmungen des Durchmessers für Huenna
| Jahr | Abmessungen km | Quelle               |
| ---- | -------------- | -------------------- |
| 2001 | 92,33 ± 1,7    | Tedesco (IRAS) u. a. |
| 2008 | 98 ± 3         | Marchis u. a.        |
| 2011 | 87,47 ± 2,36   | Masiero u. a.        |
| 2014 | 84,787 ± 1,558 | Masiero u. a.        |

(Die präziseste/aktuelle Bestimmung ist fett markiert.)

### Innerer Aufbau
Huenna gehört zu den B-Typ-Asteroiden (nach anderer Einordnung: C) und besitzt daher eine dunkle, kohlenstoffreiche Oberfläche mit einer Albedo von 0,065. Die Oberflächenfärbung ist damit dunkler als Kohle. Die ungewöhnlich geringe mittlere Dichte von 0,85 g/cm3 – die unter der Dichte von Wasser liegt – ist ein Hinweis darauf, dass es sich nicht um einen kompakten Körper handelt, sondern dass der Asteroid ein Rubble Pile sein dürfte, eine Ansammlung von Staub und Gesteinen, die von Hohlräumen durchsetzt ist.
Die mittlere Oberflächentemperatur beträgt 159 K (−114 °C).

## Mond
Am 14. August 2003 entdeckte Jean-Luc Margot am Mauna-Kea-Observatoriums mit Hilfe des Keck-II-Teleskops einen Mond Huennas, der die vorläufige Bezeichnung S/2003 (379) 1 erhielt. Der Mond hat einen Durchmesser von 5,8 Kilometern und umläuft Huenna in 87,6 Tagen innerhalb von Huennas Hill-Radius (15.000 km) in einem Abstand von etwa 3300 km.
| Komponenten               | Physikalische Parameter | Physikalische Parameter | Physikalische Parameter | Bahnparameter        | Bahnparameter  | Bahnparameter | Bahnparameter            | Entdeckung       |
| Name                      | Durchmesser (km)        | Relativgröße (%)        | Masse (kg)              | Große Halbachse (km) | Umlaufzeit (d) | Exzentrizität | Inklination zur Ekliptik | Datum Entdeckung |
| ------------------------- | ----------------------- | ----------------------- | ----------------------- | -------------------- | -------------- | ------------- | ------------------------ | ---------------- |
| S/2003 (379) 1 (Huenna I) | 5,8                     | 6,8                     | ?                       | 3336                 | 87,6           | ?             | ?                        | 14. August 2003  |